# Újezdec, Jindřichův Hradec
Újezdec là một làng thuộc huyện Jindřichův Hradec, vùng Jihočeský, Cộng hòa Séc.